# Medina del Campo (stacja kolejowa)
Medina del Campo (hiszp: Estación de Medina del Campo) – stacja kolejowa w Medina del Campo, we wspólnocie autonomicznej Kastylia-León, w prowincji Valladolid, w Hiszpanii. Jest stacją węzłową.